# Sonic the Comic
Sonic the Comic, сокращённо STC — серия британских комиксов, основанная на серии игр Sonic the Hedgehog и издававшаяся с 1993 по 2002 год. Комиксы публиковались компанией Fleetway Publications, пока она не была объединена с материнской компанией Egmont, изменив своё название на Egmont Fleetway в выпуске № 89.

## Сюжет
Действие комиксов происходит на Мобиусе — планете-близнеце Земли, находящейся в небольшой галактике, удалённой на 117,63222 световых лет от неё, в параллельном измерении, в другой временной зоне, в регионе состоящем из тёмной материи. На Мобиусе жил обычный ёж коричневого цвета по имени Соник. Однажды, он обнаружил подземную лабораторию доктора Ови Кинтобора (англ. Dr. Ovi Kintobor), который с помощью Изумрудов Хаоса пытался найти способ защитить планету от всякого зла. Кинтобор и Соник подружились; при помощи специальной беговой дорожки доктор помог ежу увеличить скорость бега, пока однажды Соник не преодолел звуковой барьер, из-за чего его шерсть стала синего цвета. Днём позже, произошёл инцидент, превративший Кинтобора в злого доктора Айво Роботника, который за некоторое время захватил Мобиус.
Соник, объединившись со своими друзьями, создаёт группу Борцов за Свободу (англ. Freedom Fighters), чтобы свергнуть Роботника.

## История
Первый номер комикса был выпущен в 1993 году по цене в 95 пенсов. В комиксе первая часть занимала юмористическая колонка, потом сюжет номера, в некоторых выпусках были истории других персонажей компании Sega. Однако истории о других играх серии были вытеснены в пользу персонажей серии Sonic the Hedgehog (в том числе Эми Роуз, ехидне Наклзу и команде Хаотикс). Разделы комикса делились на зоны (например, зона новостей).
За основу сюжета о происхождении Соника и Роботника был взят комикс, сделанный для рекламы игры Sonic the Hedgehog в 1991 году, а затем переработанный в книге Майка Паттендена Stay Sonic.
Персонажем-талисманом Sonic the Comic был робот по имени Мегадроид (англ. Megadroid), который отвечал на вопросы фанатов серии и кратко пересказывал содержание предыдущих номеров. С 1998 года робот и его раздел с вопросами был убран, но в 2000 году вернули только ответы на вопросы, на которые теперь отвечал сам Соник (на самом деле, от его лица отвечали редакторы Энди Диггл, а затем Стив Макманус).
С 1997 года из-за сокращения бюджета количество страниц в комиксе уменьшилось с 36 до 32 страниц. Исчезли обзоры игр, новости и ответы на вопросы. Последней оригинальной сюжетной линией в Sonic the Comic стала адаптация игры Sonic Adventure, публиковавшаяся с № 175 по № 184. Начиная с № 185, в комиксах печатались истории из предыдущих выпусков. Последим номером Sonic the Comic стал № 223, выпущенный в конце 2001 — начале 2002 года.
В мае 2003 года фанатами было создано неофициальное продолжение комиксов под названием Sonic the Comic Online!, публикуемое в Интернете. Первый выпуск был выпущен под номером 224, а последним опубликованным выпуском по состоянию на октябрь 2020 года, является № 278, выпущенный в сентябре того же года. STC-O не имеет отношения к Egmont Fleetway или Sega, но некоторые художники и сценаристы оригинального комикса, как например Найджел Китчинг, Ричард Элсон и Найджел Доббин принимают участие в жизни сайта. В 2004 году на премии Diamond National Comics Award Sonic the Comic Online! занял второе место в категории «Лучший онлайн-комикс», а в 2007 году был номинирован на Eagle Award в категории «Любимый веб-комикс».

## Спецвыпуски
В 1993—1994 годах вышло девять специальных выпусков Sonic the Comic под названием Sonic the Poster Mag. В качестве дополнения в каждом из них прилагался плакат в формате A1. Кроме того, выпуски № 1 и 2 содержали информацию о двух мультсериалах (Adventures of Sonic the Hedgehog и Sonic the Hedgehog) и советы по игре Sonic Chaos.
В 1994, 1995 и 1996 годах были выпущены журналы под названием «Sonic Summer Specials». Кроме того, в 1994 году был опубликован специальный выпуск, посвящённый игре Eternal Champions, а в 1996 году был выпущен номер «Knuckles Knock-Out Special», который рассказывал о «дружественном сопернике» Соника, ехидне Наклзе.
В 1993 году издательством Virgin Publishing было выпущено 4 новеллы о Сонике.

### Прочие выпуски
За весь период публикаций комикса было выпущено несколько номеров которые включали истории основанные на других сериях игр от Sega:

| - Shinobi (3 истории) - Streets of Rage (3 истории) - Kid Chameleon (2 истории) - Eternal Champions (2 истории) - Golden Axe (2 истории) - DecapAttack (3 истории) - Pirate STC (1 история) | - Marko’s Magic Football (1 история) - Ecco the Dolphin (2 истории) - Wonder Boy (2 истории) - Sparkster (Rocket Knight Adventures) (1 история) - Mutant League Football (1 история) - Shining Force (1 история) - Megadroid (2 истории) |

Из вышеперечисленных только Pirate STC и Megadroid не были созданы по мотивам игр. Pirate STC была основана на европейской рекламной кампании по продвижению Sega Mega Drive и Mega CD, а Megadroid рассказывала о роботе Мегадроиде, персонаже-талисмане Sonic the Comic.